# HMS Alcide (1779)
HMS Alcide (1779) — 74-пушечный линейный корабль третьего ранга. Второй корабль Королевского флота, названный Alcide. Заказан 31 августа 1774 года. Спущен на воду 30 июля 1779 года в Дептфорде.

## Служба
Участвовал в Американской революционной войне. Был при мысе Финистерре, в Битве при лунном свете, при Форт-Ройял, при Чесапике, при Сент-Киттсе, при Островах Всех святых.
Отправлен на слом и разобран в 1817 году.